# Linh dương Kob
Linh dương Kob (Kobus kob) là một loài động vật có vú trong họ Bovidae, bộ Artiodactyla. Loài này được Erxleben mô tả năm 1777.

## Hình ảnh

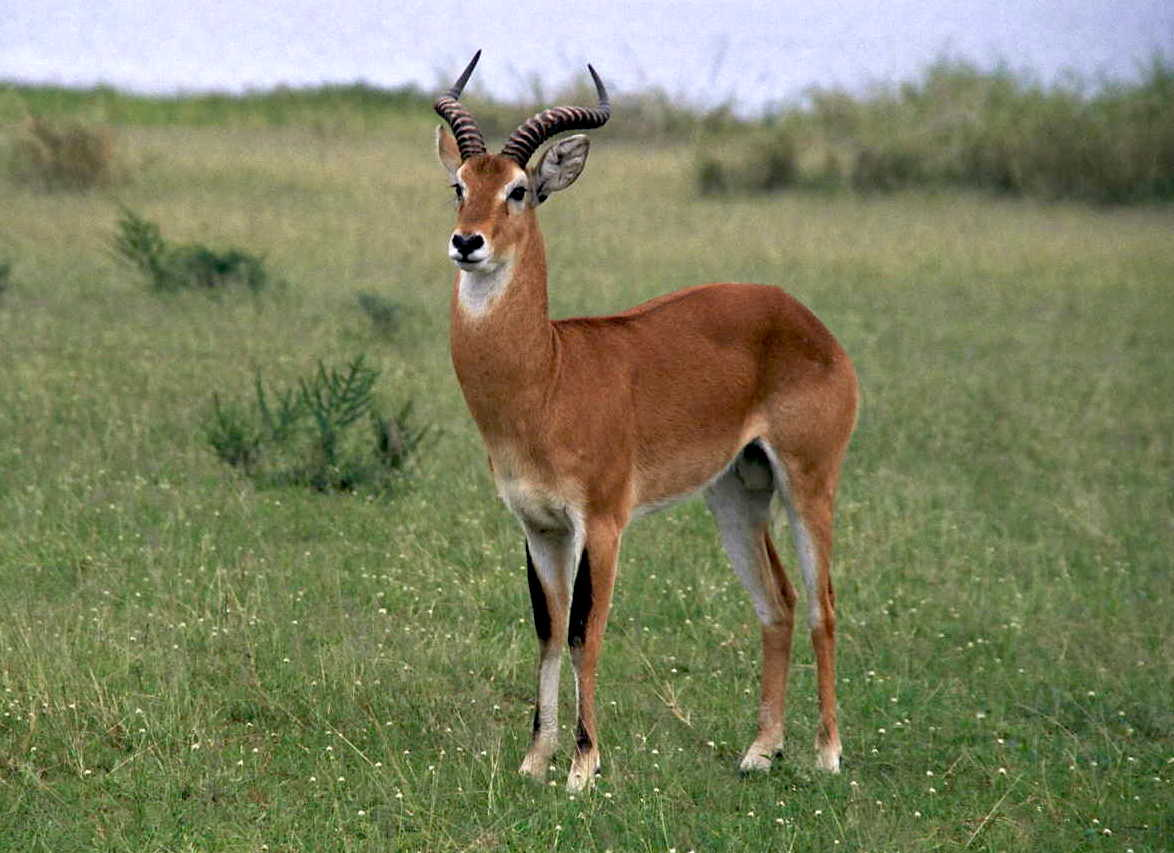
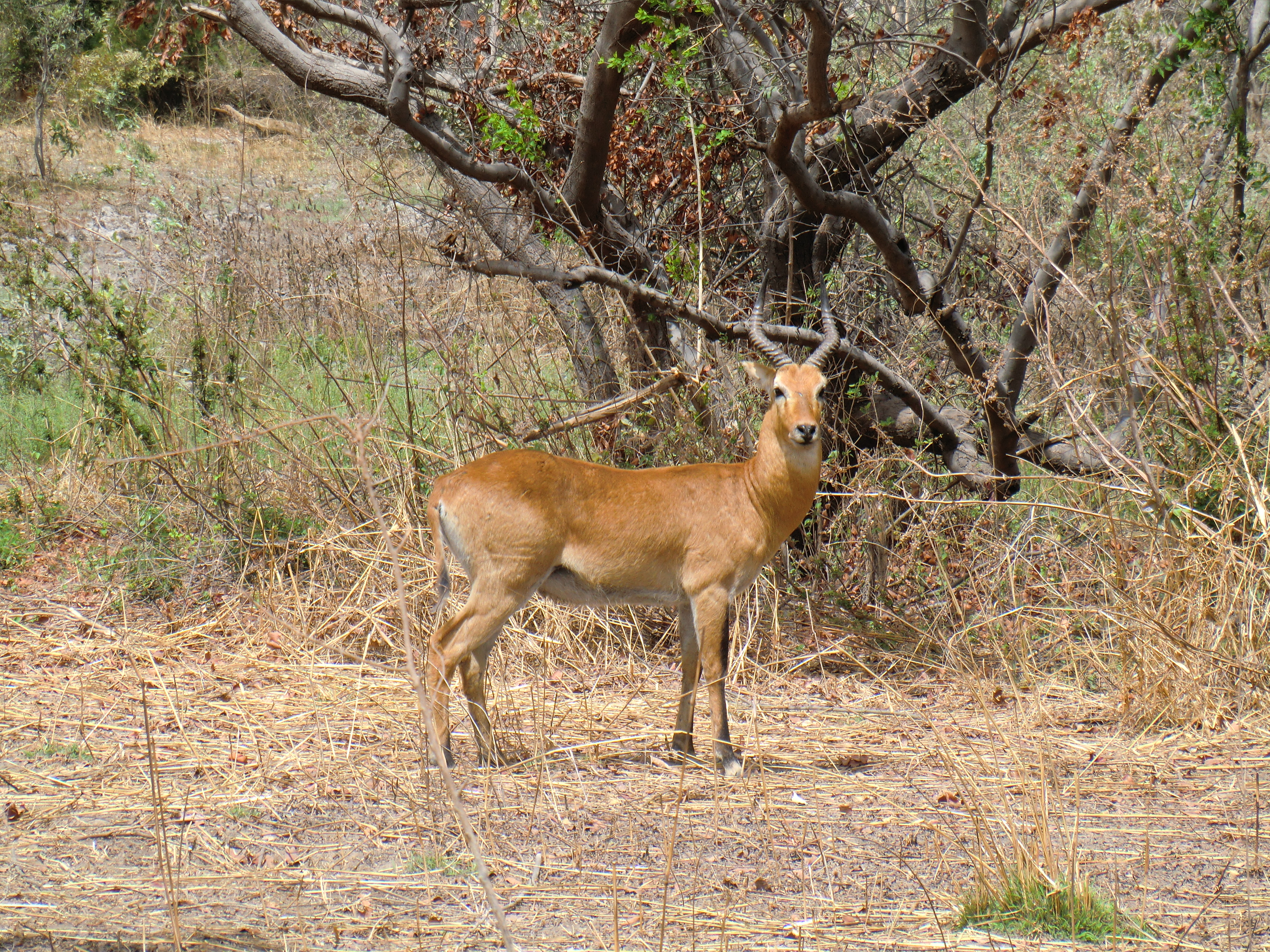
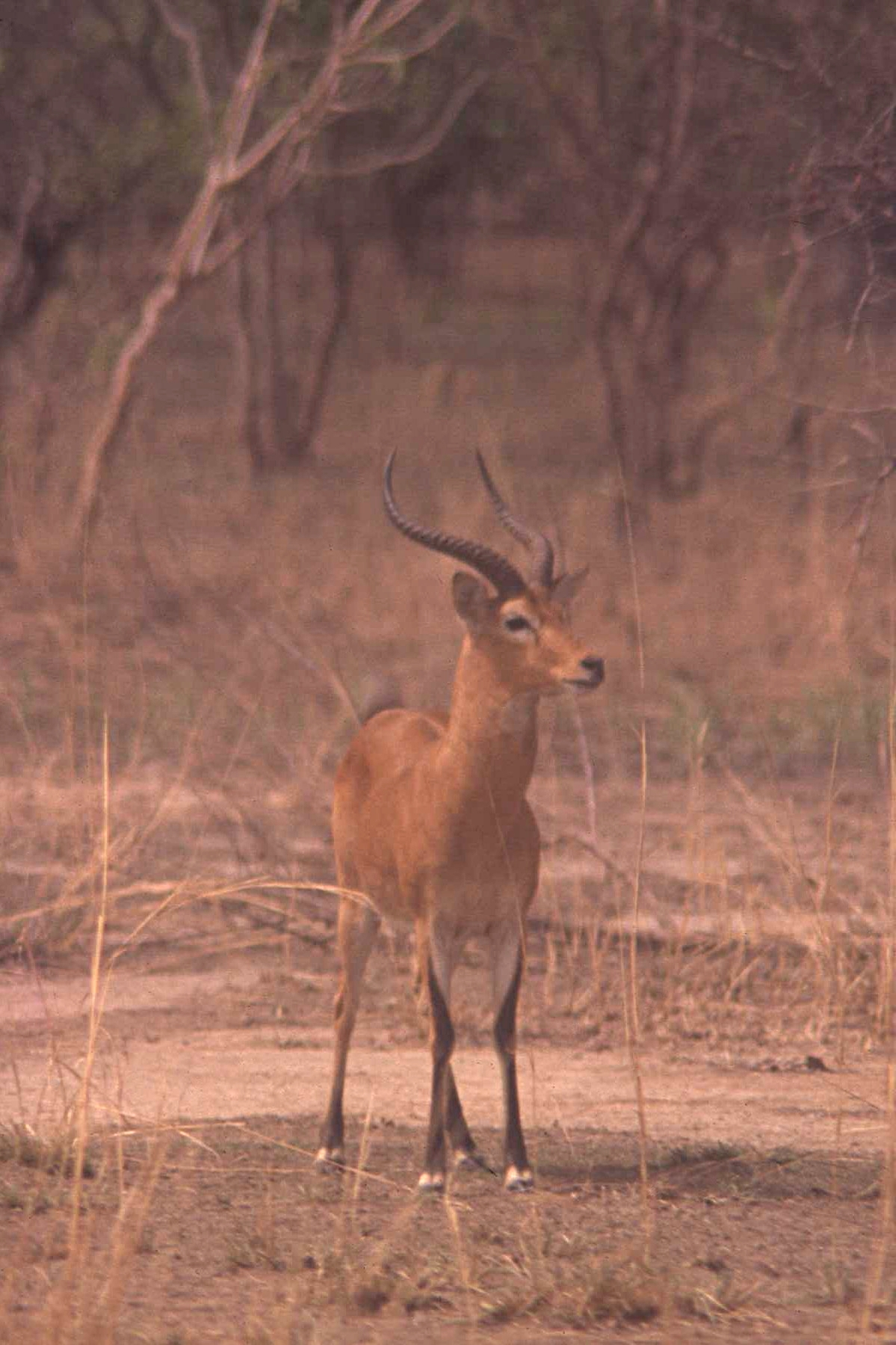